# Juego de las Estrellas 2007
El juego de estrellas de la Grandes Ligas de Béisbol del año 2007 se disputó en San Francisco, California el 10 de julio, en el estadio  AT&T Park, con una duración de 3 horas y 6 minutos y una asistencia de 43.965 espectadores.
Los mánager fueron los campeones de ligas de la pasada temporada y destaca como jugadores Iván Rodríguez y Barry Bonds quienes tienen 14 participaciones en estos juegos.
| Equipo | 1 | 2 | 3 | 4 | 5 | 6 | 7 | 8 | 9 | C | H  | E |
| ------ | - | - | - | - | - | - | - | - | - | - | -- | - |
| AL     | 0 | 0 | 0 | 0 | 2 | 1 | 0 | 2 | 0 | 5 | 10 | 0 |
| NL     | 1 | 0 | 0 | 0 | 0 | 1 | 0 | 0 | 2 | 4 | 9  | 1 |

LG:  Josh Beckett (1-0)
  LP: Chris Young (0-1)  SV:  Francisco Rodríguez (1)  
HRs:  AL – Ichiro Suzuki (1); Carl Crawford (1); Víctor Martínez (1).  NL – Alfonso Soriano (1)

## Rosters

### Liga Americana
| Starters | Starters          | Starters | Starters       |
| Posición | Player            | Team     | All-Star Games |
| -------- | ----------------- | -------- | -------------- |
| C        | Iván Rodríguez    | Tigers   | 14             |
| 1B       | David Ortiz       | Red Sox  | 4              |
| 2B       | Placido Polanco   | Tigers   | 1              |
| 3B       | Alex Rodríguez    | Yankees  | 11             |
| SS       | Derek Jeter       | Yankees  | 8              |
| OF       | Vladimir Guerrero | Angels   | 8              |
| OF       | Magglio Ordóñez   | Tigers   | 6              |
| OF       | Ichiro Suzuki     | Mariners | 7              |

| Pitchers | Pitchers            | Pitchers  | Pitchers       |
| Posición | Player              | Team      | All-Star Games |
| -------- | ------------------- | --------- | -------------- |
| P        | Josh Beckett        | Red Sox   | 1              |
| P        | Dan Haren           | Athletics | 1              |
| P        | Bobby Jenks         | White Sox | 2              |
| P        | John Lackey         | Angels    | 1              |
| P        | Gil Meche           | Royals    | 1              |
| P        | Jonathan Papelbon   | Red Sox   | 2              |
| P        | J.J. Putz           | Mariners  | 1              |
| P        | Francisco Rodríguez | Angels    | 2              |
| P        | C.C. Sabathia       | Indians   | 3              |
| P        | Johan Santana       | Twins     | 3              |
| P        | Justin Verlander    | Tigers    | 1              |

| Reserva  | Reserva         | Reserva    | Reserva        |
| Posición | Player          | Team       | All-Star Games |
| -------- | --------------- | ---------- | -------------- |
| C        | Víctor Martínez | Indians    | 2              |
| C        | Jorge Posada    | Yankees    | 5              |
| 1B       | Justin Morneau  | Twins      | 1              |
| 2B       | Brian Roberts   | Orioles    | 2              |
| 3B       | Mike Lowell     | Red Sox    | 4              |
| SS       | Carlos Guillén  | Tigers     | 2              |
| SS       | Michael Young   | Rangers    | 4              |
| OF       | Carl Crawford   | Devil Rays | 2              |
| OF       | Torii Hunter    | Twins      | 2              |
| OF       | Manny Ramírez   | Red Sox    | 11             |
| OF       | Alex Ríos       | Blue Jays  | 2              |
| OF       | Grady Sizemore  | Indians    | 2              |

### Liga Nacional
| Starters | Starters        | Starters | Starters       |
| Posición | Player          | Team     | All-Star Games |
| -------- | --------------- | -------- | -------------- |
| C        | Russell Martin  | Dodgers  | 1              |
| 1B       | Prince Fielder  | Brewers  | 1              |
| 2B       | Chase Utley     | Phillies | 2              |
| 3B       | David Wright    | Mets     | 2              |
| SS       | José Reyes      | Mets     | 2              |
| OF       | Carlos Beltrán  | Mets     | 4              |
| OF       | Barry Bonds     | Giants   | 14             |
| OF       | Ken Griffey Jr. | Reds     | 13             |

| Pitchers | Pitchers          | Pitchers     | Pitchers       |
| Posición | Player            | Team         | All-Star Games |
| -------- | ----------------- | ------------ | -------------- |
| P        | Francisco Cordero | Brewers      | 1              |
| P        | Brian Fuentes     | Rockies      | 2              |
| P        | Cole Hamels       | Phillies     | 1              |
| P        | Trevor Hoffman    | Padres       | 6              |
| P        | Jake Peavy        | Padres       | 2              |
| P        | Brad Penny        | Dodgers      | 2              |
| P        | Takashi Saito     | Dodgers      | 1              |
| P        | Ben Sheets        | Brewers      | 3              |
| P        | John Smoltz       | Braves       | 8              |
| P        | José Valverde     | Diamondbacks | 1              |
| P        | Billy Wagner      | Mets         | 4              |

| Reserva  | Reserva         | Reserva      | Reserva        |
| Posición | Player          | Team         | All-Star Games |
| -------- | --------------- | ------------ | -------------- |
| C        | Brian McCann    | Braves       | 2              |
| 1B       | Derrek Lee      | Cubs         | 2              |
| 1B       | Albert Pujols   | Cardinals    | 7              |
| 1B       | Dmitri Young    | Nationals    | 2              |
| 2B       | Orlando Hudson  | Diamondbacks | 1              |
| 2B       | Freddy Sánchez  | Pirates      | 2              |
| 3B       | Miguel Cabrera  | Marlins      | 4              |
| SS       | J.J. Hardy      | Brewers      | 1              |
| OF       | Matt Holliday   | Rockies      | 2              |
| OF       | Carlos Lee      | Astros       | 3              |
| OF       | Aaron Rowand    | Phillies     | 1              |
| OF       | Alfonso Soriano | Cubs         | 6              |

## Juego

### Árbritos
| Home Plate   | Bruce Froemming  |
| Primera Base | Charlie Reliford |
| Segunda Base | Mike Winters     |
| Tercera Base | Kerwin Danley    |
| Left Field   | Ted Barrett      |
| Right Field  | Bill Miller      |